# Mns Jeulikat
Mns Jeulikat is een bestuurslaag in het regentschap Aceh Utara van de provincie Atjeh, Indonesië. Mns Jeulikat telt 184 inwoners (volkstelling 2010).